# Камински, Фрэнк
Фрэнк Камински (англ. Francis Stanley "Frank" Kaminsky III; род. 4 апреля 1993 года; Лайл, Иллинойс, США) — американский профессиональный баскетболист, выступающий за клуб Джи-Лиги НБА «Рэпторс 905». Был выбран на драфте НБА 2015 года в первом раунде под общим 9-м номером командой «Шарлотт Хорнетс». Играет на позиции тяжёлого форварда и центрового.

## Колледж
19 ноября 2013 года установил рекорд «Висконсин Бэджерс» по набранным очкам за одну игру. В матче против команды из университета Северной Дакоты он набрал 43 очка.
28 июня 2016 года во время Летней лиги НБА у него была обнаружена небольшая травма груди и были проведены медицинские процедуры, на восстановлен от которых потребуется около шести недель

## Профессиональная карьера
В 2015 году выставил свою кандидатуру на драфт НБА и был выбран под девятым номером командой «Шарлотт Хорнетс». Отыграв четыре сезона за «Хорнетс», он подписал двухлетний контракт с «Финиксом», после чего заключил новое соглашение на год.
9 февраля 2023 года Камински, Джастин Холидей и 2 будущих выбора второго раунда драфта были обменяны в «Хьюстон Рокетс» на Бруну Фернанду и Гаррисона Мэтьюза.
17 августа 2023 года подписал однолетний контракт с сербским клубом «Партизан». 21 мая 2024 года игрок покинул клуб по истечении контракта.
27 сентября 2024 года Камински подписал с «Финикс Санз» контракт на тренировочный лагерь. 20 октября 2024 года игрок был отчислен.
16 декабря 2024 года Камински подписал контракт с клубом Джи-Лиги НБА «Рэпторс 905».

## Личная жизнь
Камински родился в спортивной семье, его отец Фрэнк занимался баскетболом и играл за университет Льюиса, а мать Мария играла в волейбол.
В июле 2023 года Камински женился на спортивной журналистке Эшли Брюэр.

## Статистика

### Статистика в НБА
| Сезон                                                                                    | Команда | Регулярный сезон | Регулярный сезон | Регулярный сезон | Регулярный сезон | Регулярный сезон | Регулярный сезон | Регулярный сезон | Регулярный сезон | Регулярный сезон | Регулярный сезон | Регулярный сезон | Серия плей-офф | Серия плей-офф | Серия плей-офф | Серия плей-офф | Серия плей-офф | Серия плей-офф | Серия плей-офф | Серия плей-офф | Серия плей-офф | Серия плей-офф | Серия плей-офф |
| Сезон                                                                                    | Команда | GP               | GS               | MPG              | FG%              | 3P%              | FT%              | RPG              | APG              | SPG              | BPG              | PPG              | GP             | GS             | MPG            | FG%            | 3P%            | FT%            | RPG            | APG            | SPG            | BPG            | PPG            |
| ---------------------------------------------------------------------------------------- | ------- | ---------------- | ---------------- | ---------------- | ---------------- | ---------------- | ---------------- | ---------------- | ---------------- | ---------------- | ---------------- | ---------------- | -------------- | -------------- | -------------- | -------------- | -------------- | -------------- | -------------- | -------------- | -------------- | -------------- | -------------- |
| 2015/16                                                                                  | Шарлотт | 81               | 3                | 21,1             | 41,0             | 33,7             | 73,0             | 4,1              | 1,2              | 0,5              | 0,5              | 7,5              | 7              | 5              | 27,2           | 30,4           | 29,4           | 81,0           | 4,3            | 1,1            | 0,9            | 0,7            | 7,1            |
| 2016/17                                                                                  | Шарлотт | 75               | 16               | 26,1             | 39,9             | 32,8             | 75,6             | 4,5              | 2,2              | 0,6              | 0,5              | 11,7             | Не участвовал  | Не участвовал  | Не участвовал  | Не участвовал  | Не участвовал  | Не участвовал  | Не участвовал  | Не участвовал  | Не участвовал  | Не участвовал  | Не участвовал  |
| 2017/18                                                                                  | Шарлотт | 79               | 4                | 23,2             | 42,9             | 38,0             | 79,9             | 3,6              | 1,6              | 0,5              | 0,2              | 11,1             | Не участвовал  | Не участвовал  | Не участвовал  | Не участвовал  | Не участвовал  | Не участвовал  | Не участвовал  | Не участвовал  | Не участвовал  | Не участвовал  | Не участвовал  |
| 2018/19                                                                                  | Шарлотт | 47               | 0                | 16,1             | 46,3             | 36,0             | 73,8             | 3,5              | 1,3              | 0,3              | 0,3              | 8,6              | Не участвовал  | Не участвовал  | Не участвовал  | Не участвовал  | Не участвовал  | Не участвовал  | Не участвовал  | Не участвовал  | Не участвовал  | Не участвовал  | Не участвовал  |
| 2019/20                                                                                  | Финикс  | 39               | 13               | 19,9             | 45,0             | 33,1             | 67,8             | 4,5              | 1,9              | 0,4              | 0,3              | 9,7              | Не участвовал  | Не участвовал  | Не участвовал  | Не участвовал  | Не участвовал  | Не участвовал  | Не участвовал  | Не участвовал  | Не участвовал  | Не участвовал  | Не участвовал  |
|                                                                                          | Всего   | 321              | 36               | 21,9             | 42,2             | 34,7             | 75,0             | 4,0              | 1,6              | 0,5              | 0,4              | 9,8              | 7              | 5              | 27,2           | 30,4           | 29,4           | 81,0           | 4,3            | 1,1            | 0,9            | 0,7            | 7,1            |
| Наведите курсор мыши на аббревиатуры в заголовке таблицы, чтобы прочесть их расшифровку. |         |                  |                  |                  |                  |                  |                  |                  |                  |                  |                  |                  |                |                |                |                |                |                |                |                |                |                |                |

### Статистика в колледже
| Сезон                                                                                   | Команда   | GP  | GS | MPG  | FG%  | 3P%  | FT%  | RPG | APG | SPG | BPG | PPG  |  |
| --------------------------------------------------------------------------------------- | --------- | --- | -- | ---- | ---- | ---- | ---- | --- | --- | --- | --- | ---- |  |
| 2011/12                                                                                 | Висконсин | 35  | 0  | 7,6  | 41,1 | 28,6 | 50,0 | 1,4 | 0,3 | 0,1 | 0,4 | 1,8  |  |
| 2012/13                                                                                 | Висконсин | 32  | 2  | 10,3 | 43,9 | 31,1 | 76,7 | 1,8 | 0,8 | 0,4 | 0,5 | 4,2  |  |
| 2013/14                                                                                 | Висконсин | 38  | 38 | 27,2 | 52,8 | 37,8 | 76,5 | 6,3 | 1,3 | 0,7 | 1,7 | 13,9 |  |
| 2014/15                                                                                 | Висконсин | 39  | 39 | 33,6 | 54,7 | 41,6 | 78,0 | 8,2 | 2,6 | 0,8 | 1,5 | 18,8 |  |
|                                                                                         | Всего     | 144 | 79 | 20,4 | 52,2 | 36,9 | 76,3 | 4,6 | 1,3 | 0,5 | 1,1 | 10,1 |  |
| Наведите курсор мыши на аббревиатуры в заголовке таблицы, чтобы прочесть их расшифровку |           |     |    |      |      |      |      |     |     |     |     |      |  |